# Goffredo Petrassi
Œuvres principales
- Quatuor à cordes (1958)
- Sérénade pour flûte, alto, contrebasse, clavecin et percussion

Goffredo Petrassi (Zagarolo, Province de Rome, 16 juillet 1904 - Rome, 3 mars 2003) est un compositeur italien.

## Biographie
Employé dans un magasin de musique, il travaille en privé le piano avec Battesti, puis étudie l'harmonie avec Vincenzo Di Donato (1925). Il entre au conservatoire Sainte-Cécile (1928) où il étudie la composition avec Alessandro Bustini et l'orgue avec Fernando Germani. Il est diplômé du Conservatoire de Rome, au début des années 1930, en composition et orgue. Il enseigne à l'académie nationale Sainte-Cécile (1934-36), tout en étant l'élève de Bernardino Molinari. 
Il est surintendant de la Fenice de Venise entre 1937 et 1940. Entre 1954 et 1956, il est le président de la Société internationale de musique contemporaine. Il donne également des cours à Tanglewood (1956), à l'Accademia Chigiana de Sienne (1966-1968).
Petrassi a représenté pour des décennies un point de référence dans la vie musicale italienne, pas seulement comme source de métier et de doctrines, mais même comme exemple de vivacité intellectuelle. Goffredo Petrassi a été un enseignant très suivi et généreux, professeur au conservatoire Sainte-Cécile de Rome 1939, a ensuite été titulaire du cours de composition de 1958 à 1974 à l'académie nationale Sainte-Cécile. Parmi ses nombreux élèves il faut mentionner Aldo Clementi, Wolfango Dalla Vecchia, Robert W. Mann, Peter Maxwell Davies, Ennio Morricone, Marcello Panni, Boris Porena, Fausto Razzi, Jesus Villa Rojo, Domenico Guaccero, Ernesto Rubin de Cervin Albrizzi.

## Le compositeur
Avec Partita per orchestra en 1932 - considérée comme repère de sa période néo-classique - Petrassi obtient la renommée internationale, en gagnant l'année suivante le premier prix au festival de musique contemporaine du Syndicat national des musiciens.
Au milieu des années 1930 démarre la phase du baroque romain, lorsque Petrassi, au moment des innovations de Stravinsky, Hindemith, Malipiero et Casella, s'intéresse à la musique du XVIe siècle et du XVIIe siècle, avec des œuvres fortement influencées par l'art baroque romain, comme Salmo IX, Magnificat et Quatre Hymnes sacrés. Dans cette perspective on peut inscrire l'utilisation du clavecin, instrument auquel Petrassi, comme plusieurs autres compositeurs contemporains, a donné une nouvelle vie après l'oubli souffert pendant le XIXe siècle.
Ensuite, à partir du Chœur de morts composé au début de la guerre sur une poésie de Giacomo Leopardi et le Dialogue de Federico Ruysch, l'attitude de Petrassi se fait plus libre et autonome, et s'approche de la mouvance expressionniste et atonale. Ce parcours culmine dans la série des huit Concertos pour orchestre composés sur une période de quarante ans, de 1934 à 1972, dans lesquels on observe le passage graduel des influences initiales de Stravinsky à l'avant-garde, toujours en restant cependant étranger au dodécaphonisme. Un grand engagement moral et spirituel nourrit beaucoup de ses compositions, de Noche oscura sur des vers de Jean de la Croix, aux Mottetti de la Passion, de Béatitudes : témoignage pour Martin Luther King à Orationes Christi, du Propos d'Alain, inspiré de la pensée du philosophe français Emile Auguste Chartier, à Elogio per un'ombra (Éloge pour ombre). Parmi les dernières œuvres, citons Poema et Tre cori sacri (Trois chœurs sacrés).
Une grande curiosité intellectuelle a poussé Petrassi à s'essayer même au théâtre musical : La follia d'Orlando (La Folie d'Orlando) et Ritratto di Don Chisciotte (Portrait de Don Quichotte), nés de la collaboration avec le chorégraphe Aurel Millos, Il Cordovano, trait de Cervantes, et Morte dell'aria (Mort de l'air) sur un livret de Toti Scialoja. 
Il faut enfin mentionner ses collaborations avec le cinéma, pour lequel il a composé les bandes-son de Riso amaro (Riz amer) et de Non c'è pace fra gli ulivi (Il n'y a pas paix dans les oliviers) de Giuseppe De Santis, de Cronaca familiare (Chronique familiale) de Valerio Zurlini et de La pattuglia sperduta (La Patrouille dispersée) de Piero Nelli.

## Honneurs
Petrassi a reçu plusieurs prix internationaux : il fut nommé membre de la Akademie der Künste de Berlin, de l'Académie royale de Belgique, du American Academy and Institute of Arts and Letters de New York, de l'American Academy of Arts and Sciences de Boston, de la Bayerische Akademie de Munich et de l’Academia Nacional de Bellas Artes de Buenos Aires. Par ailleurs, il a reçu plusieurs titres de docteur honoris causa, de l'université de Bologne et l'Université de Rome « La Sapienza », ainsi que le prix Prince Pierre de Monaco à Monte-Carlo et le Prix international Antonio-Feltrinelli de l’Accademia Nazionale dei Lincei. En 1956, il est lauréat du prix de Rome américain (Rome Prize) en composition musicale.

La Sala Petrassi de l'Auditorium Parco della Musica de Rome.

Une salle de l'Auditorium Parco della Musica de Rome porte son nom.

## Œuvres
- Partita pour piano (1926)
- Ecloga pour piano (1926)
- Salvezza pour voix et piano (1926)
- La morte del cardellino pour voix et piano, texte de Guido Gozzano (1927)
- Per organo di Barberia pour voix et piano, texte de Sergio Corazzini (1927)
- Sonata en trois brefs mouvements continus pour violoncelle et piano (1927)
- Canti della campagna romana pour voix et piano (1927)
- Preludio et fuga pour orchestre de cordes (1929)
- Sinfonia, siciliana et fuga pour quatuor de cordes (1929)
- Divertimento en do majeur pour orchestre (1930)
- Siciliana et marcetta pour piano à quatre mains (1930)
- Sarabanda pour flûte et piano (1930)
- Ouverture da concerto pour orchestre (1931)
- Passacaglia pour orchestre (1931)
- Colori del tempo pour voix et piano, texte de Vincenzo Cardarelli (1931)
- Tre cori pour chœur et orchestre (1932)
- Partita pour orchestre (1932)
- Introduzione e allegro pour violon et piano (1933)
- Toccata pour piano (1933)
- Preludio, aria et finale pour violoncelle et piano (1933)
- Premier concerto pour orchestre (1933)
- Vocalizzo per addormentare una bambina pour voix et piano (1934)
- Benedizione dalla Genesi, pour voix et piano (1934)
- O sonni sonni ninna nanna popolare, pour voix et piano (1934)
- Salmo IX pour chœur et orchestre (1934)
- Lasciatemi morire (Lamento d’Arianna) pour voix et piano (1936)
- Concerto pour piano et orchestre (1936-1939)
- Magnificat pour soprano légère, chœur mixte et orchestre (1939)
- Coro di morti pour chœur et instruments, texte de Giacomo Leopardi (1940-1941)
- Due liriche di Saffo pour voix et piano, traduction de Salvatore Quasimodo (1941)
- Piccola invenzione pour piano (1941)
- Quattro inni sacri pour ténor, baryton et orgue (ou orchestre) (1942, révisé en 1950)
- Divertimento scarlattiano pour piano (1942)
- La follia di Orlando ballet en trois cadres avec récitatif de baryton, texte de Ludovico Ariosto (1942-1943)
- Invenzioni pour piano (1944)
- Tre liriche pour baryton et piano, textes de Giacomo Leopardi, Ugo Foscolo et Eugenio Montale (1944)
- Miracolo pour baryton et piano (1944)
- Invenzione pour deux flûtes (1944)
- Fanfara pour trois trombes (1944)
- Ritratto di Don Chisciotte ballet en un acte (1945)
- Il cordovano opéra in un acte d'après Miguel de Cervantes, traduction de Eugenio Montale (1944-1948)
- Sonata da camera pour clavecin et dix instruments (1948)
- Dialogo angelico pour deux flûtes (1948)
- Morte dell’aria, opéra en un acte, texte de Toti Scialoja (1949-1950)
- Petite pièce pour piano (1950)
- Noche oscura cantate pour chœur mixte et orchestre, texte de San Juan de la Cruz (1950)
- Seconde concerto pour orchestre (1951)
- Cinque duetti pour deux violoncelles (1952)
- Nonsense pour chœur mixte a cappella, texte d’Edward Lear (1952)
- Gloria in excelsis Deo pour soprano, flûte et orgue (1952)
- Recréation concertante (Troisième Concerto) pour orchestre (1952-1953)
- Quatrième concerto pour orchestre de cordes (1954)
- Cinquième concerto pour orchestre (1955)
- Invenzione concertata (Sixième concerto) pour orchestre (1956-1957)
- Quatuor à cordes (1958)
- Saluto augurale pour orchestre (1958)
- Sérénade pour flûte, alto, contrebasse, clavecin et percussion (1958)
- Trio pour violon, alto et violoncelle (1959)
- Suoni notturni pour guitare (1959)
- Concerto pour flûte et orchestre (1960)
- Propos d’Alain pour baryton et douze interprètes, texte de Emile Auguste Chartier (1960)
- Prologo e cinque invenzioni pour orchestre (1961-1962)
- Seconde sérénade - trio pour harpe, guitare et mandoline (1962)
- Musica di ottoni pour cuivres et timbales (1963)
- Septième concerto pour orchestre (1964)
- Tre pour sette pour trois interprètes (1964)
- Sesto non-senso pour chœur mixte a cappella, texte d’Edward Lear traduit par Carlo Izzo (1964)
- Mottetti pour la passione pour chœur mixte a cappella (1965)
- Estri pour 15 interprètes (1967)
- Béatitudes : témoignage pour Martin Luther King pour baryton ou basse et cinq instruments (1968)
- Ottetto di ottoni pour 4 trombes et 4 trombones (1968)
- Souffle pour flûte in do, flûte in sol et piccolo (1969)
- Elogio per un’ombra pour violon (1971)
- Nunc pour guitare (1971)
- Ala pour flûte, piccolo et clavecin (1972)
- Huitième concerto pour orchestre (1970-1972)
- Orationes Christi pour chœur mixte, cuivres, altos et violoncelles (1975)
- Odi pour quatuor de cordes (1973-1975)
- Fanfare pour trois trombes in do (1976)
- Alias pour guitare et clavecin (1977)
- Grand Septuor avec clarinette concertante pour sept interprètes (1977-1978)
- Violasola pour alto (1978)
- Flou pour harpe (1980)
- Romanzetta pour flûte et piano (1980)
- Poema pour archi et trombe (1977-1980)
- Tre cori sacri pour chœur a cappella (1980-1983)
- Sestina d’autunno « Veni creator Igor » pour six interprètes (1981-1982)
- Laudes creaturarum pour voix récitante et six interprètes (1982)
- Frammento pour orchestre (1983)
- Inno pour douze cuivres (1984)
- Duetto pour violon et alto (1985)
- Kyrie pour chœur et cordes (1986)